# 基尔丝滕·布鲁恩
基尔丝滕·布鲁恩（德語：Kirsten Bruhn，1969年11月3日—），德国女子游泳运动员。她曾代表德国参加2004年、2008年和2012年夏季残疾人奥林匹克运动会游泳比赛，获得三枚金牌、四枚银牌和四枚铜牌。